# خوشات (سلنگه)
شهرستان خوشات (به زبان مغولی: Хушаат сум، [Xušaat sum]؛ ᠬᠠᠰᠢᠶ᠋ᠠᠲᠤ ᠰᠤᠮᠤ، [qušiyatu sumu]) یک شهرستان (سُوم) در مغولستان است که در استان سلنگه واقع شده‌است. خوشات ۲٬۰۱۰٫۱۵ کیلومتر مربع مساحت دارد.

## تقسیمات اداری
شهرستان خوشات متشکل از ۲ قصبه (باغ) می‌باشد، شامل:
- داغات (مغولی: Даагат баг، [Daagat bag]؛ ᠳᠠᠭᠠᠲᠤ ᠪᠠᠭ، [daɣatu baɣ])
- مونخ‌تولغوی (مغولی: Мөнхтолгой баг، [Mönx tolgoj bag]؛ ᠮᠥᠩᠬᠡ ᠲᠣᠯᠤᠭᠠᠢ  ᠪᠠᠭ، [möŋke toluɣai baɣ])